# No Other One
No Other One to drugi singiel Taio Cruza z jego drugiego albumu Rokstarr. Piosenka została wydana 30 listopada 2009 roku w Wielkiej Brytanii w formacie CD single, a 29 listopada w formacie digital download.

## Opinia krytyków
David Balls z Digital Spy wydał negatywną recenzję piosenki wskazując, że „No Other One” jest stanowczo gorszą piosenką od poprzedniego singla Taio Cruza „Break Your Heart”. Piosenka otrzymała 2 gwiazdki.

## Formaty i tracklisty
UK CD single
1. „No Other One” (radio edit) – 3:37
2. „No Other One” (Ian Carey remix edit) – 3:34

UK iTunes single
1. „No Other One” (radio edit) – 3:37
2. „No Other One” (Ian Carey remix radio edit) – 3:34
3. „Break Your Heart” (featuring Ludacris) – 3:05

## Notowania
| Notowania (2009)                         | Najwyższa Pozycja |
| ---------------------------------------- | ----------------- |
| UK Singles (The Official Charts Company) | 42                |

## Historia wydania
| Kraj            | Data              | Format           | Wytwórnia      |
| --------------- | ----------------- | ---------------- | -------------- |
| Wielka Brytania | 29 listopada 2009 | Digital download | Island Records |
| Wielka Brytania | 30 listopada 2009 | CD single        | Island Records |